# トム・デュムラン
トム・デュムラン（Tom Dumoulin、1990年11月11日 - ）は、オランダ、マーストリヒト出身の自転車競技（ロードレース）選手。

## 経歴
オランダ自転車の中心であるマーストリヒトで育ったが、自転車競技は十代の頃にはじめたばかりであった。自転車レースには成長と共に熱中していき、10代後半にはプロになることを望んだ。
2014年には才能を発揮し、強力なタイムトライアルの走力と、その力をロードレースにも転換することで大きな成果をすぐに挙げた。
また、その力が世界に通用することはすぐに証明され、オランダ選手権で優勝し、世界選手権では3位と成績を残した。
2015年、ブエルタ・ア・エスパーニャで総合系ライダーとしても才能を示した。山岳コースの第9ステージでクリス・フルームやホアキン・ロドリゲスを破り、個人TTでの優勝も相まって総合優勝争いを演じ、最終的には総合6位となった。TTスペシャリストらしくマイペース走法を得意とし、クライマー達のアタックにも動じず常に一定ペースを刻む走り方が特徴。
2016年、ツール・ド・フランスのクイーンステージ、アンドラ・アルカリスの山を制し優勝。ブエルタ、ジロ、そしてツールの3つ連続するグランツールでステージ優勝を飾った初の選手として記録に名前を残す。
2017年、ジロ・デ・イタリアでは第10ステージの個人タイムトライアルにて、総合優勝候補のナイロ・キンタナから3分弱のタイムを奪いマリアローザを着用。続く、1級山岳オローパを山頂ゴールとする第14ステージでも優勝し、更にタイム差を広げたが、第16ステージの1級山岳ウンブライルパスを前に胃腸の不調に対処したことによって集団から脱落し、2分以上を失ってしまう。第19ステージでは山岳で失速し、キンタナにマリアローザを奪われるが、最終ステージの個人タイムトライアルにて逆転、オランダ人初の総合優勝を手にした。
また、世界選手権ITTで念願の優勝を果たした。
2018年はシーズン序盤こそ不振であったが、ジロ・デ・イタリアでは初日のタイムトライアルを制し、その後も絶好調のサイモン・イェーツに食らいつき総合2位を守り続けた。しかしサイモン・イェーツが大幅に遅れて総合首位に立てるチャンスが生まれた第19ステージではクリス・フルームの独走を阻止できず、フルームに総合首位を奪取される。第20ステージでデュムランは再三のアタックを仕掛けるがフルームには敵わず総合2位となり、連覇は叶わなかった。
ツール・ド・フランスでは序盤は堅実な走りに徹し、大会二週目のアルプス山脈三連戦の二日目、第11ステージで2位に入り総合でも3位に浮上。翌日の第12ステージも2位となり、第17ステージで総合2位クリス・フルームが遅れを喫したことによりタイム差を逆転、総合2位となると最終日前日の個人タイムトライアルでフルームを僅か1秒差で交わし優勝。自身初のツール総合表彰台に登壇した。オランダ人選手がツールで総合トップ3に入るのは1990年のエリック・ブロイキンク以来28年ぶり。
2019年8月、8年間所属したチーム・サンウェブを離れ、オランダのチーム・ユンボ・ヴィスマに移籍することが発表された。デュムランはサンウェブと2021年末まで契約を残していたが、契約を解除しての移籍となる。契約期間は2020年から2022年末までの3年間。オランダが誇るグランツールレーサーがオランダのチームに加わる事になった。
2021年1月、「サイクリストとしての自分のあり方を見失ってしまった」として、無期限での活動休止を発表した。6月のツール・ド・スイスでレース復帰。直後のオランダ選手権個人タイムトライアルで、復帰後初勝利を挙げた。

## エピソード
土井雪広によれば、ココアが好きで、冷たいココア1リットルを一気飲みしお腹を壊したこともあったという。
2017年のジロ・デ・イタリア第16ステージでも胃腸不調により腹痛に襲われて道端で排泄するアクシデントに見舞われた。バイクを降りたデュムランがジャージを脱いでビブを下ろした瞬間に、カメラマンが察して場面を切り替えたため「そのシーン」が全世界に放送されることは無かった。
(当時総合順位1位にもかかわらず集団から孤立して走っていたため、オートバイのカメラが常にデュムランを撮影していた。)
2023年、ブエルタ・ア・エスパーニャで胃腸炎に悩んだヨナス・ヴィンゲゴーもレース中に道端で排泄を余儀なくされ、レース後インタビューで「I did a Dumoulin」(『デュムラン』した)と語った。

## 主な戦績

### 2010年
- GP・デュ・ポルトガル 総合優勝
- ジロ・チクリスティコ・ディタリア 区間優勝(第8ステージ・個人タイムトライアル)
- 世界選手権・U23個人タイムトライアル 7位

### 2011年
- トリプティク・デ・モンセ・シャトー 総合優勝
- ロイヤル・スミルデ・オリンピア・ツアー 総合3位
- インターナショナル・テューリンゲン一周 総合3位
- 世界選手権・U23個人タイムトライアル 8位

### 2012年
- 世界選手権・U23個人タイムトライアル 10位

### 2013年
- ブエルタ・ア・アンダルシア  山岳賞
- ツアー・オブ・ベルギー  ヤングライダー賞
- オランダ選手権 3位(ITT)、2位(ロード)
- エネコ・ツアー 総合2位

### 2014年
- クリテリウム・アンテルナシオナル 区間優勝(第2ステージ・個人タイムトライアル)
- ツアー・オブ・ベルギー ヤングライダー賞
- ツール・ド・スイス 総合5位
- オランダ選手権  優勝(個人タイムトライアル)
- エネコ・ツアー ポイント賞、区間優勝(第3ステージ)
- ツアー・オブ・アルバータ ヤングライダー賞、区間優勝(プロローグ)
- グランプリ・シクリスト・ド・ケベック 2位
- 世界選手権 3位(個人タイムトライアル)

### 2015年
- ツアー・ダウンアンダー 総合4位

- バスク一周 区間優勝(第6ステージ・個人タイムトライアル)
- ツール・ド・スイス 総合3位、区間優勝(プロローグ、第9ステージ・個人タイムトライアル)
- ブエルタ・ア・エスパーニャ　総合6位、区間2勝(第9ステージ、第17ステージ・個人タイムトライアル)

### 2016年
- ツール・ド・ロマンディ 総合5位

- ジロ・デ・イタリア 区間優勝(第1ステージ・個人タイムトライアル)
- オランダ選手権  優勝(個人タイムトライアル)
- ツール・ド・フランス 敢闘賞（第9ステージ）、区間優勝(第9ステージ、第13ステージ・個人タイムトライアル)
- リオ・デ・ジャネイロ・オリンピック  個人タイムトライアル 銀メダル

### 2017年
- アブダビ・ツアー 総合3位
- ジロ・デ・イタリア 総合優勝（第10ステージ、第14ステージ優勝）
- オランダ選手権  優勝(個人タイムトライアル)
- ビンクバンク・ツアー 総合優勝
- 世界選手権  優勝(個人タイムトライアル)

### 2018年
- ジロ・デ・イタリア　総合2位（第1ステージ優勝・個人タイムトライアル）
- ツール・ド・フランス　総合2位（第20ステージ優勝・個人タイムトライアル）
- 世界選手権 2位(個人タイムトライアル)

### 2021年
- オランダ選手権  優勝(個人タイムトライアル)
- 東京オリンピック  個人タイムトライアル 銀メダル